# ケルキ
ケルキ (Kerki) は、トルクメニスタン東部の町。この町は、レバプ州内に位置している。かつて中世期における旧称は、アーモル・エ・ザム (Āmol-e Zamm)、ないしザム (Zamm) といい、また、1999年から2017年にかけては、アタムラト (Atamyrat) と称されていた。この町は、平野のただなか、アムダリヤ川の左岸にある。人口は32,489人（2022年国勢調査）。

## 概要
近傍にある町や村には、ムクリ (3.3 nm)、アミデリャ (Amyderya) (2.1 nm)、スルヒ (Surkhi)(3.1 nm)、キイクチ (Kiikchi) (2.2 nm) などがある。
ソビエト連邦時代には、カラクーム運河の一環をなす、延長100kmに及ぶ「ボッサガ＝ケルキ運河」 が1925年から1929年にかけて建設された。
1999年、テュルクメナバートからケルキまでの鉄道が完成し、隣国ウズベキスタンを迂回しなくても、ケルキから直行でテュルクメナバートへ行けるようになった。2016年の遅い時期には、鉄道は南方のアフガニスタンとの国境に面したイマムナザルまで伸び、さらにアフガニスタン側のアキナまで達し、ケルキは鉄道の結節点となった。この路線は、アフガニスタン北部を縦貫する鉄道の一部となることが見込まれている。
この町は、町の中心部から3キロメートル (2 mi)ほど離れた場所にあるケルキ空港のサービスを受けている。2012年8月、トルクメニスタンの国営会社であるトルクメニスタン航空は、国外からの出資と設計を受け入れて毎時100人ほどの旅客をさばける新たな複合施設を空港に設けると発表した。2013年2月、ケルキの町と、対岸のケルキチの村を結ぶ道路橋アタムラト・ケルキチ橋が開通した。

## 市名の変遷
ケルキという名称は、もともとペルシア語「ろう者の山」を意味する「カルク (کرکوه、Karkuh)」がチュルク語族に入って発音が変化したものである。
ソビエト連邦時代には、長らくケルキ(ロシア語: Керки)と称されていた。
1999年、トルクメニスタンの大統領サパルムラト・ニヤゾフは、かつてこの町で教師として働き、その後第二次世界大戦で戦死した自身の父親アタムラト・ニヤゾフを記念して、市名をアタムラトと改称した。
2017年11月、この名称は、大統領グルバングル・ベルディムハメドフによって元のケルキに戻された。